# Carebara nanningensis
Carebara nanningensis (лат.) — вид очень мелких муравьёв рода Carebara из подсемейства Myrmicinae (Formicidae). Китай (типовая местность — Гуанси).
Мелкие муравьи (длина тела рабочих составляет 1—2 мм). От близких видов отличаются следующими признаками: промезонотум слабо выпуклый при виде сбоку; первый тергит брюшка > 2× шире второго тергита; проподеальные шипы направлены назад или прямые; крупные рабочие с широко выпуклым мезоскутеллом в боковой проекции и без оцеллий на передней части головы. Усики 11-члениковые с булавой из двух сегментов. Стебелёк между грудкой и брюшком состоит из двух члеников: петиолюса и постпетиолюса (последний чётко отделён от брюшка), жало развито.